# Albert Theisz
Albert Frédéric Félix Theisz, né à Boulogne-sur-Mer 13 février 1839 et mort le 10 janvier 1881 dans le 3e arrondissement de Paris, est un communard français, élu au Conseil de la Commune.

## Biographie
Ouvrier ciseleur sur bronze, adhérent de l'Association internationale des travailleurs depuis 1867, Albert Theisz anime la grève des ouvriers bronziers parisiens de 1867. Il est un des fondateurs de la chambre syndicale des Sociétés ouvrières. Il est condamné à deux mois de prison au troisième procès de l'Internationale en juillet 1870.
Il est libéré par la proclamation de la République le 4 septembre 1870. Il réorganise les sections syndicales de l'Internationale et est élu au Comité central républicain des Vingt arrondissements. En février, il se présente sans succès aux élections pour l'Assemblée nationale comme candidat socialiste révolutionnaire. Le 26 mars il est élu au Conseil de la Commune, par les XIIe et XVIIe arrondissements (il choisit le XVIIe) ; il siège à la commission du Travail, de l'Industrie et de l'Échange. Il devient directeur des postes le 5 avril. Il signe le manifeste de la minorité. Il combat sur les barricades pendant la Semaine sanglante.
Après la chute de la Commune, Albert Theisz se réfugie à Londres, où il reprend son métier et ses activités au Conseil général de l'Internationale. Il profite de l'amnistie de 1880 pour rentrer à Paris, où il meurt peu après.

### Notices biographiques
- Jules Clère, Les hommes de la Commune : Biographie complète de tous ses membres, Paris, Libraire-éditeur É. Dentu, 1871, xiv-195, 1 vol. in-18 (OCLC 457798492, lire en ligne sur Gallica), p. 156-159
  - Jules Clère, Les hommes de la Commune : Biographie complète de tous ses membres, Paris, Libraire-éditeur É. Dentu, 1871, 4e éd. (1re éd. 1871), vi-215, 1 vol. in-18 (lire en ligne sur Gallica), p. 172-176
- Paul Delion, Les membres de la Commune et du Comité central, Paris, A. Lemerre éditeur, août 1871, 446 p. (lire en ligne sur Gallica), p. 198-201
- Bernard Noël, Dictionnaire de la Commune, Coaraze, L'Amourier éditions, coll. « Bio », avril 2021 (1re éd. 1971), 722 p. (ISBN 978-2-36418-060-4, ISSN 2259-6976, présentation en ligne), p. 740-741
- « Notice Theisz Albert, Frédéric, Félix, dit Hayeson, dit Keil », sur maitron.fr, Le Maitron, dictionnaire bibliographique du mouvement ouvrier et du mouvement social, Association Les Amis du Maitron (consulté le 17 août 2021)